# Seznam prezidentů Československa
Seznam prezidentů Československa představuje chronologický přehled osob působících v nejvyšší ústavní funkci Československé republiky, kterou byl prezident republiky. V době existence Československa mezi lety 1918 a 1992 se v tomto úřadu vystřídalo celkem devět osob. V seznamu jsou uvedeni také prezidenti státních útvarů z válečného období let 1939–1945, kdy Československo fakticky neexistovalo.
Po vzniku samostatné Československé republiky v roce 1918 byla přijata Prozatímní ústava, která stanovila, že prezidenta zvolí Revoluční národní shromáždění do doby, než bude schválena definitivní ústava. K tomu došlo v roce 1920. Dle Ústavní listiny Československé republiky, platné až do roku 1948, byl prezident volen parlamentem, délka funkčního období byla sedmiletá a nikdo nesměl být zvolen více než dvakrát za sebou (omezení dvou mandátů se nevztahovalo na Tomáše Garrigua Masaryka). Ústava Československé republiky z roku 1948 měla obdobný obsah s tím, že omezení dvou po sobě jdoucích mandátů se nevztahuje na Edvarda Beneše. V roce 1960 byl přijat nový ústavní zákon. Ústava Československé socialistické republiky zkrátila volební období na pět let, zároveň však už neomezovala počet po sobě jdoucích mandátů. Roku 1968 bylo množství ustanovení v ústavě, včetně článků o prezidentovi republiky, nahrazeno novým Ústavním zákonem o československé federaci, který v případě prezidenta přijal obdobu ústavy z roku 1960. Po sametové revoluci bylo v prosinci 1989 do zákona o federaci přidáno ustanovení, že v případě uvolnění úřadu prezidenta před skončením mandátu bude nově zvolený prezident ve funkci nejpozději do doby 40 dnů po ustavení parlamentu, který vzešel ze svobodných a demokratických voleb. V květnu 1990 přibylo ustanovení, že délka funkčního období prezidenta zvoleného po parlamentních volbách 1990 bude 24 měsíců. V květnu 1992 byl doplněn odstavec, dle kterého zůstává prezident v úřadu do složení slibu nově zvoleného prezidenta, avšak nejpozději tři měsíce po vypršení běžného mandátu.
V roce 1940 vznikla v Londýně za druhé světové války exilová československá vláda a Edvard Beneš byl až do roku 1945 uznáván mocnostmi jako československý prezident v exilu.
Volba československých prezidentů probíhala v letech 1920–1946, 1968–1985 a 1990–1992 tajným hlasováním, v letech 1918, 1948–1964 a 1989 pak veřejným hlasováním, které v roce 1918 bylo značně živelné (aklamace).
V letech 1920–1992 bylo zvykem, že nově zvolený prezident složil slib ještě na volební schůzi parlamentu, bezprostředně po vyhlášení výsledků.

Prezidentské standarty z let 1918–1992
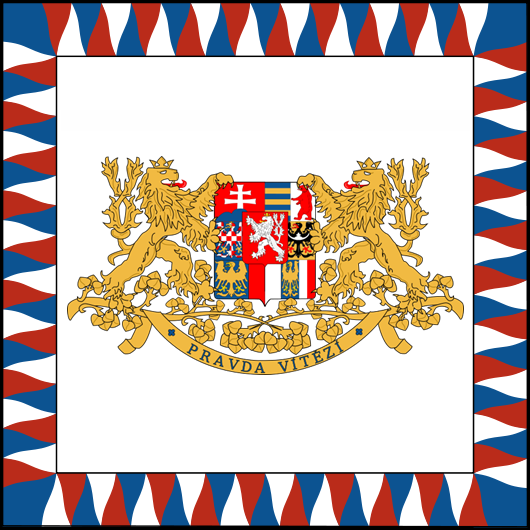
Standarta z let 1918–1939 a 1945–1960
Protektorátní standarta z let 1939–1945
Slovenská standarta z let 1939–1945
Standarta z let 1960–1990
Standarta z let 1990–1992

## Chronologický přehled

### Prezidenti Československa
| Pořadí | Portrét                | Jméno (narození–úmrtí)             | Působení v úřadu   | Působení v úřadu                  | Působení v úřadu | Období                 | Podrobnosti | Strana                                                     | Strana            | Předseda vlády |
| Pořadí | Portrét                | Jméno (narození–úmrtí)             | Nástup             | Odchod                            | Délka            | Období                 | Podrobnosti | Strana                                                     | Strana            | Předseda vlády |
| ------ | ---------------------- | ---------------------------------- | ------------------ | --------------------------------- | ---------------- | ---------------------- | --- | ---------------------------------------------------------- | ----------------- | --- |
| 1.     | Tomáš Garrigue Masaryk | Tomáš Garrigue Masaryk (1850–1937) | 14. listopadu 1918 | 27. května 1920                   | 17 let a 30 dní  | první republika        | zvolen 14. listopadu 1918 v nepřítomnosti Revolučním národním shromážděním slib vykonal po návratu do Prahy 21. prosince 1918 |                                                            | nestraník         | Karel Kramář (1918–1919) Vlastimil Tusar (1919–1920) Jan Černý (1920–1921) Edvard Beneš (1921–1922) Antonín Švehla (1922–1926) Jan Černý (1926) Antonín Švehla (1926–1929) František Udržal (1929–1932) Jan Malypetr (1932–1935) Milan Hodža (1935–1938) |
| 1.     | Tomáš Garrigue Masaryk | Tomáš Garrigue Masaryk (1850–1937) | 27. května 1920    | 27. května 1927                   | 17 let a 30 dní  | první republika        | zvolen 27. května 1920 oběma komorami Národního shromáždění |                                                            | nestraník         | Karel Kramář (1918–1919) Vlastimil Tusar (1919–1920) Jan Černý (1920–1921) Edvard Beneš (1921–1922) Antonín Švehla (1922–1926) Jan Černý (1926) Antonín Švehla (1926–1929) František Udržal (1929–1932) Jan Malypetr (1932–1935) Milan Hodža (1935–1938) |
| 1.     | Tomáš Garrigue Masaryk | Tomáš Garrigue Masaryk (1850–1937) | 27. května 1927    | 24. května 1934                   | 17 let a 30 dní  | první republika        | zvolen 27. května 1927 oběma komorami Národního shromáždění |                                                            | nestraník         | Karel Kramář (1918–1919) Vlastimil Tusar (1919–1920) Jan Černý (1920–1921) Edvard Beneš (1921–1922) Antonín Švehla (1922–1926) Jan Černý (1926) Antonín Švehla (1926–1929) František Udržal (1929–1932) Jan Malypetr (1932–1935) Milan Hodža (1935–1938) |
| 1.     | Tomáš Garrigue Masaryk | Tomáš Garrigue Masaryk (1850–1937) | 24. května 1934    | 14. prosince 1935 (abdikoval)     | 17 let a 30 dní  | první republika        | zvolen 24. května 1934 oběma komorami Národního shromáždění abdikoval ze zdravotních důvodů |                                                            | nestraník         | Karel Kramář (1918–1919) Vlastimil Tusar (1919–1920) Jan Černý (1920–1921) Edvard Beneš (1921–1922) Antonín Švehla (1922–1926) Jan Černý (1926) Antonín Švehla (1926–1929) František Udržal (1929–1932) Jan Malypetr (1932–1935) Milan Hodža (1935–1938) |
| 2.     | Edvard Beneš           | Edvard Beneš (1884–1948)           | 18. prosince 1935  | 5. října 1938 (abdikoval)         | 2 roky a 291 dní | první republika        | zvolen 18. prosince 1935 oběma komorami Národního shromáždění abdikoval po přijetí mnichovské dohody podle jednoho z výkladů mezinárodněprávní teorie o neplatnosti mnichovské dohody, z něhož vycházela argumentace Prozatímního státního zřízení v Londýně, nebyla abdikace platná                                       |                                                            | nestraník za ČSNS | Milan Hodža (1935–1938) Jan Syrový (1938) |
| 3.     | Emil Hácha             | Emil Hácha (1872–1945)             | 30. listopadu 1938 | 15. března 1939 (počátek okupace) | 105 dní          | druhá republika        | zvolen 30. listopadu 1938 oběma komorami Národního shromáždění dne 15. března 1939 byla zahájena německá okupace českých zemí |                                                            | nestraník         | Jan Syrový (1938) Rudolf Beran (1938–1939) |
| 2.     | Edvard Beneš           | Edvard Beneš (1884–1948)           | 21. července 1940  | 2. dubna 1945                     | 4 roky a 255 dní | druhá světová válka    | při uznání Prozatímního státního zřízení v Londýně (exilové vlády) se stal exilovým československým prezidentem |                                                            | nestraník za ČSNS | Jan Šrámek (1940–1945) |
| 2.     | Edvard Beneš           | Edvard Beneš (1884–1948)           | 2. dubna 1945      | 19. června 1946                   | 3 roky a 66 dní  | třetí republika        | Beneš vstoupil 2. dubna 1945 na osvobozené východní Slovensko a dorazil do Košic potvrzen 28. října 1945 Prozatímním Národním shromážděním ve funkci coby prezident zvolený dne 18. prosince 1935 | Zdeněk Fierlinger (1945–1946) Klement Gottwald (1946–1948) | nestraník za ČSNS | |
| 2.     | Edvard Beneš           | Edvard Beneš (1884–1948)           | 19. června 1946    | 7. června 1948 (abdikoval)        | 3 roky a 66 dní  | třetí republika        | zvolen 19. června 1946 Ústavodárným Národním shromážděním abdikoval po převzetí moci komunisty a ze zdravotních důvodů | Zdeněk Fierlinger (1945–1946) Klement Gottwald (1946–1948) | nestraník za ČSNS | |
| 4.     | Klement Gottwald       | Klement Gottwald (1896–1953)       | 14. června 1948    | 14. března 1953 (zemřel)          | 4 roky a 273 dní | lidová demokracie      | zvolen 14. června 1948 Národním shromážděním v letech 1948–1953 zároveň předseda ÚV KSČ zemřel v úřadu |                                                            | KSČ               | Antonín Zápotocký (1948–1953) |
| 5.     | Antonín Zápotocký      | Antonín Zápotocký (1884–1957)      | 21. března 1953    | 13. listopadu 1957 (zemřel)       | 4 roky a 237 dní | lidová demokracie      | zvolen 21. března 1953 Národním shromážděním zemřel v úřadu |                                                            | KSČ               | Viliam Široký (1953–1963) |
| 6.     | Antonín Novotný        | Antonín Novotný (1904–1975)        | 19. listopadu 1957 | 12. listopadu 1964                | 10 let a 124 dní | socialismus            | zvolen 19. listopadu 1957 Národním shromážděním v letech 1957–1968 zároveň první tajemník ÚV KSČ |                                                            | KSČ               | Viliam Široký (1953–1963) Jozef Lenárt (1963–1968) |
| 6.     | Antonín Novotný        | Antonín Novotný (1904–1975)        | 12. listopadu 1964 | 22. března 1968 (abdikoval)       | 10 let a 124 dní | socialismus            | zvolen 12. listopadu 1964 Národním shromážděním v letech 1957–1968 zároveň první tajemník ÚV KSČ abdikoval během pražského jara kvůli vnitrostranickému sporu |                                                            | KSČ               | Viliam Široký (1953–1963) Jozef Lenárt (1963–1968) |
| 7.     | Ludvík Svoboda         | Ludvík Svoboda (1895–1979)         | 30. března 1968    | 22. března 1973                   | 7 let a 59 dní   | socialistická federace | zvolen 30. března 1968 Národním shromážděním |                                                            | KSČ               | Jozef Lenárt (1963–1968) Oldřich Černík (1968–1970) Lubomír Štrougal (1970–1988) |
| 7.     | Ludvík Svoboda         | Ludvík Svoboda (1895–1979)         | 22. března 1973    | 28. května 1975 (zbaven funkce)   | 7 let a 59 dní   | socialistická federace | zvolen 22. března 1973 oběma komorami Federálního shromáždění od dubna 1974 do května 1975 nemohl ze zdravotních důvodů vykonávat úřad prezidenta, většinu pravomocí fakticky vykonával generální tajemník ÚV KSČ Gustáv Husák ze zdravotních důvodů zbaven funkce na základě ústavního zákona č. 50/1975 Sb (lex Svoboda) |                                                            | KSČ               | Jozef Lenárt (1963–1968) Oldřich Černík (1968–1970) Lubomír Štrougal (1970–1988) |
| 8.     | Gustáv Husák           | Gustáv Husák (1913–1991)           | 29. května 1975    | 22. května 1980                   | 14 let a 195 dní | socialistická federace | zvolen 29. května 1975 oběma komorami Federálního shromáždění v letech 1971–1987 zároveň generální tajemník ÚV KSČ |                                                            | KSČ               | Lubomír Štrougal (1970–1988) Ladislav Adamec (1988–1989) Marián Čalfa (1989–1992) |
| 8.     | Gustáv Husák           | Gustáv Husák (1913–1991)           | 22. května 1980    | 22. května 1985                   | 14 let a 195 dní | socialistická federace | zvolen 22. května 1980 oběma komorami Federálního shromáždění v letech 1971–1987 zároveň generální tajemník ÚV KSČ |                                                            | KSČ               | Lubomír Štrougal (1970–1988) Ladislav Adamec (1988–1989) Marián Čalfa (1989–1992) |
| 8.     | Gustáv Husák           | Gustáv Husák (1913–1991)           | 22. května 1985    | 10. prosince 1989 (abdikoval)     | 14 let a 195 dní | socialistická federace | zvolen 22. května 1985 oběma komorami Federálního shromáždění v letech 1971–1987 zároveň generální tajemník ÚV KSČ abdikoval po sametové revoluci |                                                            | KSČ               | Lubomír Štrougal (1970–1988) Ladislav Adamec (1988–1989) Marián Čalfa (1989–1992) |
| 9.     | Václav Havel           | Václav Havel (1936–2011)           | 29. prosince 1989  | 5. července 1990                  | 2 roky a 204 dní | demokratická federace  | zvolen 29. prosince 1989 oběma komorami Federálního shromáždění |                                                            | nestraník za OF   | Marián Čalfa (1989–1992) Jan Stráský (1992) |
| 9.     | Václav Havel           | Václav Havel (1936–2011)           | 5. července 1990   | 20. července 1992 (abdikoval)     | 2 roky a 204 dní | demokratická federace  | zvolen 5. července 1990 oběma komorami Federálního shromáždění abdikoval kvůli chystanému rozdělení Československa |                                                            | nestraník za OF   | Marián Čalfa (1989–1992) Jan Stráský (1992) |

### Prezidenti státních útvarů v letech 1939–1945
Od poloviny března 1939 do dubna/května 1945, tedy převážně během druhé světové války, která začala v září 1939, Československo neexistovalo. Jeho zbytky, které zůstaly po mnichovské dohodě z roku 1938, byly rozděleny na Protektorát Čechy a Morava, jenž byl autonomní součástí Německa, a samostatnou Slovenskou republiku. Několik dní v březnu 1939 existovala i samostatná republika Karpatská Ukrajina, která byla ihned zabrána Maďarskem.
Emil Hácha se z pozice československého prezidenta stal v roce 1939 státním prezidentem Protektorátu Čechy a Morava automaticky po vydání Výnosu o zřízení Protektorátu Čechy a Morava; nebyl jím zvolen, ani pověřen, ale potřeboval „důvěru Vůdce a říšského kancléře“, tj. Adolfa Hitlera. Jozef Tiso byl prezidentem Slovenské republiky zvolen v roce 1939 slovenským parlamentem na základě slovenské ústavy z téhož roku, která uváděla, že funkční období trvá sedm let a nikdo nemůže být zvolen víc než dvakrát po sobě. Augustin Vološin byl v roce 1939 na zasedání karpatoukrajinského parlamentu zvolen prezidentem Karpatské Ukrajiny.
| Útvar                      | Titul            | Portrét          | Jméno (narození–úmrtí)       | Působení v úřadu | Působení v úřadu | Působení v úřadu | Podrobnosti | Strana | Strana                   | Předseda vlády                                                                                 |
| Útvar                      | Titul            | Portrét          | Jméno (narození–úmrtí)       | Nástup           | Odchod           | Délka            | Podrobnosti | Strana | Strana                   | Předseda vlády                                                                                 |
| -------------------------- | ---------------- | ---------------- | ---------------------------- | ---------------- | ---------------- | ---------------- | --- | ------ | ------------------------ | ---------------------------------------------------------------------------------------------- |
| Protektorát Čechy a Morava | státní prezident | Emil Hácha       | Emil Hácha (1872–1945)       | 16. března 1939  | 8. května 1945   | 6 let a 53 dní   | vrcholný představitel autonomní správy s minimem reálné moci, nikdy nebyl ani formálně pověřen do funkce ke dni 8. května 1945 podepsalo Německo kapitulaci a došlo tak k zániku protektorátu |        | NS                       | Rudolf Beran (1939) Alois Eliáš (1939–1941) Jaroslav Krejčí (1942–1945) Richard Bienert (1945) |
| Slovenská republika        | prezident        | Jozef Tiso       | Jozef Tiso (1887–1947)       | 26. října 1939   | 8. května 1945   | 5 let a 194 dní  | zvolen 26. října 1939 Sněmem Slovenské republiky od 3. dubna 1945 v exilu; ke dni 8. května 1945 podepsalo Slovensko kapitulaci                                                               |        | HSĽS-SSNJ                | Vojtech Tuka (1939–1944) Štefan Tiso (1944–1945)                                               |
| Karpatská Ukrajina         | prezident        | Augustin Vološin | Augustin Vološin (1874–1945) | 15. března 1939  | 18. března 1939  | 3 dny            | zvolen 15. března 1939 Sněmem Karpatské Ukrajiny od 16./17. března 1939 v exilu, dne 18. března 1939 bylo dokončeno obsazení Karpatské Ukrajiny Maďarskem                                     |        | Kř.-lid. str. Podk. Rusi | Július Révay (1939)                                                                            |

## Časová osa
Následující graf ukazuje prezidenty podle věku, doba jejich působení v úřadu prezidenta je označena modře. Světle modrou je vyznačen prezident v exilu a fialově státní prezident Protektorátu Čechy a Morava.